# Gerhard Hinz
Gerhard Hinz (geb. vor 1943; gest. nach 1952) war ein deutscher Fußballspieler. 

## Karriere
Gerhard Hinz wechselte vom SV Hechingen nach Berlin zum SC Charlottenburg. Ab 1943 spielte Hinz für Hertha BSC 15-mal in der Gauliga Berlin-Brandenburg. Nach dem Staffelsieg qualifizierte Hertha sich für die Endrunde um die Deutsche Meisterschaft. Dort kam Gerhard Hinz in vier Partien dreimal zum Einsatz, konnte das Viertelfinalaus gegen den HSV Groß Born jedoch nicht verhindern. Anschließend spielte Hinz wieder für den SC Charlottenburg und ab 1950 in der Oberliga Süd für die Stuttgarter Kickers.